# Embalse de Bembézar
El embalse del Bembézar es un embalse español situado en la provincia de Córdoba, en los términos municipales de Espiel y Hornachuelos. Recoge sus aguas del río Bembézar. Comenzó sus actividades en 1952 y tiene una capacidad de 342,1 hm³ utilizados para el abastecimiento de agua potable, la generación de electricidad y el regadío a las localidades cercanas. 

## Características
Se trata de un embalse sinuoso y encajado que ocupa la parte central del parque natural de la Sierra de Hornachuelos. Recoge las aguas del propio río Bembézar y la mayoría de sus afluentes principales, como el Névalo y el Benajarafe y los arroyos de la Baja, Guazalema, Pajarón y Calderas que aportan anualmente una media de 204 hm³ de agua.
La red formada por estos ríos y arroyos ha conformado un paisaje alrededor de este embalse en el que predominan los valles profundos, de laderas muy inclinadas con escasez de suelos aprovechables para la actividad humana, lo que ha preservado la vegetación: madroñales, encinas, alcornoques y quejigos principalmente y la fauna asociada a la misma, buitres negros y buitres leonados, águilas, linces, ginetas, jabalíes y ciervos.

## Historia
El embalse fue construido para el abastecimiento de agua, la generación de electricidad y el regadío de las localidades de la zona. Tras varios años de obras, la infraestructura entró en servicio en 1952. Se instaló una central hidroeléctrica con el fin de aprovechar el salto creado para la producción de energía. Paralelamente, se construyeron dos canales que se abastecían del embalse para llevar a cabo las labores de regadío. La zona beneficiada por el regadío de Bembézar abarcaba los términos municipales de Hornachuelos, Posadas, Fuente Palmera y Palma del Río.